# Coptocercus pubescens
Coptocercus pubescens är en skalbaggsart som först beskrevs av Francis Polkinghorne Pascoe 1863.  Coptocercus pubescens ingår i släktet Coptocercus och familjen långhorningar. Inga underarter finns listade i Catalogue of Life.